# De vilda djurens flykt
De vilda djurens flykt (engelska: The Animals of Farthing Wood) är en brittisk-fransk animerad dramaserie producerad av EBU, BBC och WDR. Manuset är baserat på romanserien Djuren i Gamla Skogen av Colin Dann.
Totalt producerades tre säsonger om vardera 13 avsnitt. Säsong ett premiärvisades 1993, säsong två 1994 och säsong 3 1995. I Sverige visades säsong ett 1993 och säsong två 1994, varefter båda repriserades på SVT2 under sommaren 2000, samt ett flertal gånger på Barnkanalen. Säsong tre har bara visats i svensk TV en gång; år 1996 i programmet "Häng me'".

## Handling
Serien kretsar i huvudsak kring en grupp med vilda djur som är tvungna att fly från sina hem i Gamla skogen när människorna börjar förstöra den för att bygga nya hem åt sig själva. I Grävlings gryt bestämmer sig djuren för att resa tillsammans till naturreservatet Vit hjort-parken med Räv som ledare och Padda som vägvisare. För att förhindra att de köttätande djuren äter de mindre djuren svär de en ed om att inte äta någon som tillhör gruppen och ger sig iväg mot naturreservatet.
Säsong ett handlade om resan till Vit hjort-parken, säsong två tog plats i Vit hjort-parken och fokuserade mest på fejden mellan djuren från Gamla skogen och de fientliga blå rävarna från Vit hjort-parken medan den tredje och sista säsongen handlade om en invasion av råttor som försökte ta över Vit hjort-parken. Alla säsonger hade ett antal dödsfall som visade blod likt den animerade äventyrsfilmen Den långa flykten från 1978.

## Avsnitt
| Säsong | Avsnitt | Sändningsdatum (Storbritannien)      |
| ------ | ------- | ------------------------------------ |
| 1      | 13      | 6 januari 1993 – 31 mars 1993        |
| 2      | 13      | 7 januari 1994 – 30 mars 1994        |
| 3      | 13      | 28 september 1995 – 21 december 1995 |

## Svenska röster[3]
(Notera att en igelkott inte står med för att vi inte kunde hitta vem som gjorde rösten till den).
- Ursprungliga Gamla Skogen djur
- Räv - Totte Wallin
- Grävling - Svante Thuresson
- Padda - Bo Maniette
- Mullvad - Michael B. Tretow
- Pigge (Igelkott) - Bertil Engh
- Huggorm - Christel Körner
- Vessla - Meta Roos
- Tornfalk - Birgitta Fernström
- Hare - Ulf Peder Johansson
- Fru Hare - Liza Öhman
- Kanin - Hasse Andersson
- Fru Kanin - Christel Körner
- Dotter Kanin - Myrra Malmberg
- Son Kanin - Maria Fransson
- Ekorre 1 - Kerstin Andeby
- Ekorre 2 - Myrra Malmberg
- Fasan - Anders Öjebo
- Fru Fasan - Monica Forsberg
- Åkersork - Hasse Andersson
- Fru Åkersork - Birgitta Fernström
- Näbbmus - Myrra Malmberg
- Djur som tillkom under resan
- Räva - Monica Forsberg
- Visslarn - Torgny Söderberg
- Djur i Vithjortsparken
- Vita Hjorten - Ulf Peder Johansson
- Enöga - Bertil Engh
- Fru Blåräv - Monica Forsberg
- Brådskan - Liza Öhman
- Fru Mullvad - Myrra Malmberg
- Vekling - Bertil Engh
- Kråkan - Ulf Peder Johansson
- Lekatten - Christel Körner
- Paddis - Jasmine Wigartz
- Rollo - Peter Wanngren
- Brisen - Jasmine Wigartz
- Skuggan - Jasmine Wigartz
- Tjuvskyttar - Ulf Källvik & Peter Wanngren
- Vakt Räv - Anders Öjebo
- Katten - Peter Wanngren
- Viltvårdaren - Bertil Engh
- Avkommor till djuren

- Trofast - Anders Öjebo
- Modig - Ulf Källvik
- Tösen - Mia Kihl
- Strosan - Sheila Wigartz
- Raggen - Peter Wanngren
- Mosse/Musse - Michael B. Tretow

- Övriga röster: Anders Lönnbro m.fl.